# Fairbairn-Sykes (nóż szturmowy)
Nóż szturmowy Fairbairn-Sykes (nazywany także sztyletem Fairbairna-Sykesa lub po prostu Fairbairn-Sykesem, F&S) – nóż szturmowy armii brytyjskiej opracowany krótko przed II wojną światową.
Nazwany od nazwisk projektantów Williama E. Fairbairna, brytyjskiego oficera i instruktora walki wręcz policji municypalnej Szanghaju oraz Erica A. Sykesa, oficera sił specjalnych szanghajskiej policji. Opracowali oni krótko przed wojną kilka typów noży bojowych, wykonywanych początkowo z bagnetów Lee-Metford M1888, znajdujących się na wyposażeniu policji, lecz zbyt nieporęcznych do walki wręcz. Ostateczną wersję noża ich projektu przyjęła w 1940 armia brytyjska. W 1941 i 1942 zostały opracowane kolejne wersje, różniące się drobnymi szczegółami, głównie budowy rękojeści i jelca (wz. 1940 miał dłuższy jelec, lekko wygięty w kształcie S). W ramach tych modeli istniało kilkanaście odmian sztyletu, różniących się detalami wykończenia rękojeści, sposobem sygnowania i jakością. Pierwszym i głównym producentem noża była firma Wilkinson Sword. Ostatnia wersja noża, wz. 1942, została nazwana „katastrofą” przez samego Fairbairna, który stwierdził, że wprowadzone zmiany zagrożą ustalonej już, dobrej reputacji broni. Nóż w tej wersji stracił między innymi dobre wyważenie, ważne przy rzucaniu nożem, a rękojeść w której drobne żłobkowanie zastąpiono 27 poprzecznymi pierścieniami, stała się śliska przy zamoczeniu w wodzie lub krwi.
Nóż charakteryzuje się obosieczną, sztyletową głownią o romboidalnym przekroju, prostym, niewielkim jelcem i okrągłą w przekroju, liściokształtną rękojeścią, zwężającą się ku końcowi.
Wykonywany był w całości ze stali węglowej, rękojeści niekiedy bywały mosiężne, aluminiowe lub drewniane. Przeznaczony był głównie dla oddziałów Commando, SAS, zwiadu i rozpoznania. Początkowo znajdował się w uzbrojeniu armii brytyjskiej, później również amerykańskiej i kanadyjskiej. W noże Fairbairna-Sykesa była wyposażona również polska 1 Samodzielna Brygada Spadochronowa. Po II wojnie światowej noże były produkowane również na zamówienie francuskiej Legii Cudzoziemskiej.
Na nożu Fairbairna-Sykesa oparty jest amerykański sztylet marines, zaprojektowany w 1942 przez kapitana Clifforda H. Shueya. Produkowana była również w Wielkiej Brytanii nieco mniejsza wersja noża, pod nazwą noża agentów (agents knife), przeznaczona do łatwego ukrywania w cywilnym ubraniu.

## Rozmiary podstawowych wzorów noża
| Wzór | Długość całkowita | Długość głowni | Ciężar    |
| ---- | ----------------- | -------------- | --------- |
| 1940 | 290–306 mm        | 160–175 mm     | 230–270 g |
| 1941 | 285–302 mm        | 160–177 mm     | 220–240 g |
| 1942 | 291–301 mm        | 171–177,8 mm   | 250–260 g |